# Édesvízi planáriák
Az  édesvízi planáriák (Cavernicola) a laposférgek (Platyhelminthes) közé sorolt örvényférgek (Turbellaria) altörzsébe tartoznak, ahol ez a valódi örvényférgek (Rhabditophora) osztályába sorolt hármasbelű örvényféregalakúak (Tricladida)  egyik alrendje egyetlen családdal és egy családba nem sorolt nemmel.

## Származásuk, elterjedésük
A mérsékelt és a hideg égöv gyakorlatilag valamennyi édesvizében megtalálhatók; az időszakosan kiszáradó gödrökben és a barlangokban épp úgy, mint a folyamokban és tavakban. A trópusokról hiányoznak.

## Megjelenésük, felépítésük
Lapos és megnyúlt testű, fehéres, szürkés, fekete vagy barna férgecskék egy pár szemmel. Az élénkebb színű, foltos vagy csíkos fajok ritkák. Testhosszuk viszonylag gyakran eléri a 4 cm-t; a 10 cm-nél hosszabbak már nagyon ritkák. Fejük elején egyes fajaik — mint például az alpesi planária (Crenobia alpina) vagy a sokszemű planária (Polycelis cornuta) — két kis, szarvacskára emlékeztető tapogatót viselnek. Amint utóbbi faj neve is mutatja, szemeik száma tág határok között változik; a sokszemű fajok szemei a test elülső részén két hosszanti sorba rendeződnek.

## Életmódjuk, élőhelyük
Valamennyi fajuk édesvizekben él. Egyesek a gyors, mások a lassan folyó vagy éppen állóvizeket kedvelik, és az egyes fajok hőigénye is fölöttébb eltérő.

### Szaporodásuk
Egészen sajátos szokásuk, hogy az évszaktól függő módon felváltva ivarosan, illetve ivartalanul szaporodnak. Erre hat a földrajzi környezet is: vannak olyan élőhelyek, amelyeken az ivaros, másokon ivartalan szaporodásuk gyakorlatilag kizárólagos. Az ivartalan szaporodás jellemzően hűvösebb éghajlaton kerül előtérbe.